# Kasadi
Els Kasadi o Kasabi foren una dinastia local de Mukalla a l'Hadramaut. Governaven al segle xviii; al segle xix el nakib kasadi de Mukalla, davant l'amenaça otomana (els turcs es volien establir al port i ho van provar el 1850 i el 1857) va demanar la protecció britànica (amb cessió del port) que fou refusada. El 1863 i 1873 els britànics van signar tractats amb el nakib per l'abolició de l'esclavatge (l'esclavatge era important i el capità Haines va veure 700 joves nubis a la venda el 1834 en un sol mercat). El 1866 Umar Ben Awadh al-Quaiti, del clan quaiti de la tribu dels yafi, que havia servit a l'exèrcit del nizam d'Hyderabad després del 1830, va tornar a l'Índia i abans del 1878 va aconseguir que els kasabis li venguessin la meitat de Mukalla. El 1878 el nakib amenaçava de cedir la seva meitat a Turquia, França, Itàlia o Zanzíbar o a qui la volgués, excepte els quaiti que dominaven al-Shihr i Ghayl. Finalment els britànics els van pensionar i van enviar al darrer nakib a Zanzíbar i la resta de territoris va passar també llavors als quaiti. El 1902 els territoris units van agafar el nom de sultanat Quaiti de Shihr i Mukalla.